# Гладыш, Роман Иванович
Роман Иванович Гладыш (12 октября 1995, Львов) — украинский трековый велогонщик, выступает за сборную Украины в различных дисциплинах. Чемпион Европы 2018 года в скрэтче.

## Карьера
Роман Гладыш родился 12 октября 1995 в г. во Львове. Начинал в львовской СДЮШОР «Локомотив» под руководством Василия Шаповалова и Андриана Ковбасюк.
2010 — поступил в 9 класс Львовского училища физической культуры в группу старшего учителя отделения велоспорта Андрея Каргута.
2011—2013 г.г. — неоднократные победы на чемпионатах Украины среди юниоров, а в 2014 году стал лучшим и среди элиты.
На чемпионатах Европы, соревнуясь в Мэдисоне (парная гонка по очкам), в 2013 завоевал серебряную награду среди юниоров, а в 2014 году финишировал шестым среди взрослых. Двенадцатый лауреат III этапа Кубка мира (17-19 января 2014) в Мексике.
Он студент II курса Львовского училища физической культуры.
Входит в состав национальной сборной команды Украины по велогонкам на треке. Лауреат областной премии имени Вячеслава Черновола (определением педагогического совета Львовского училища физической культуры от 27 октября 2014 за успехи в учёбе, высокие спортивные достижения, общественную активность).

## Победы
На Чемпионате Европы по трековым велогонкам в Берлине в 2017 году в скрэтче Роман завоевал первую свою медаль на крупных соревнованиях, бронзовую в скрэтче.
На Чемпионате Европы по трековым велогонкам в Глазго в 2018 году в скрэтче Роман стал Чемпионом Европы.